# Saltícids

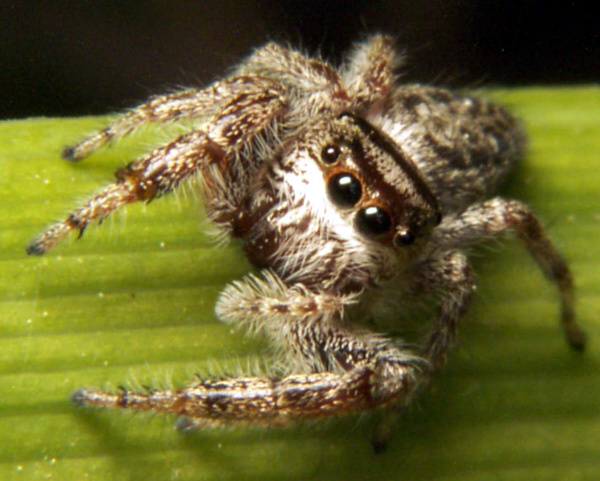
Exemplar on es veuen els ulls frontals

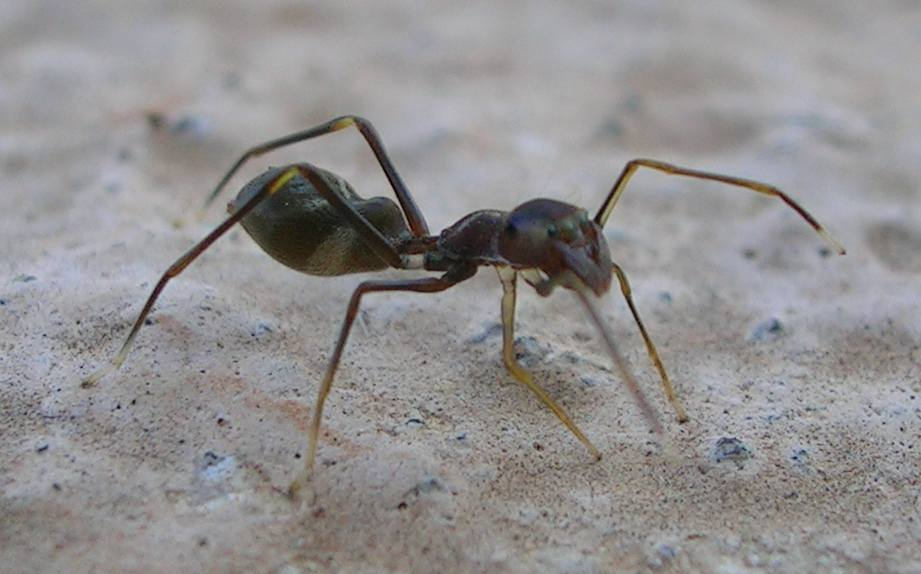
Saltícid amb forma de formiga

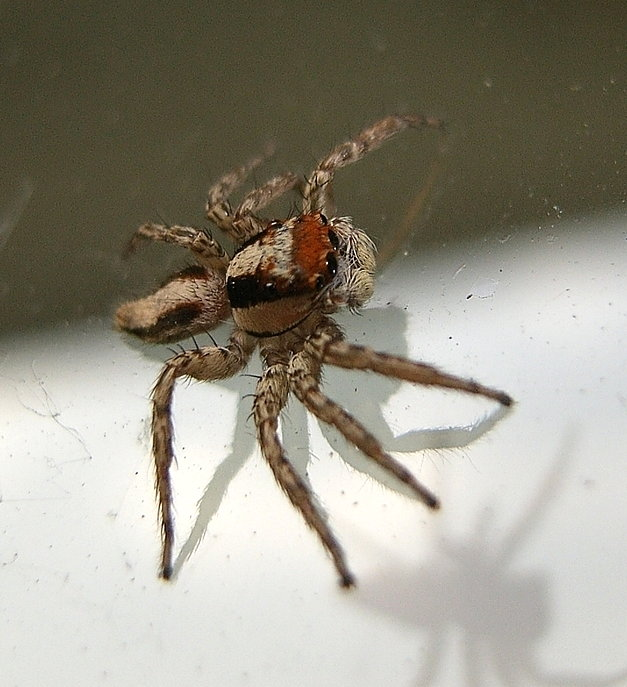
Plexippus setipes mascle damunt vidre

Els saltícids (Salticidae) són una família d'aranyes araneomorfes descrita per J. Blackwall l'any 1841. Es caracteritzen per la seva capacitat de fer grans salts (aranyes saltadores) i la seva bona vista, una de les millors entre els artròpodes, capacitats que usen per caçar o per desplaçar-se amb molta precisió. Amb 636 gèneres i més de 6.100 espècies descrites, aproximadament un 13% del total d'espècies d'aranyes, els saltícids són la família més nombrosa.

## Distribució
Viuen en una gran varietat d'hàbitats. Tot i que és en els boscos tropicals on trobem la major part de les espècies, també se'n troben en boscos temperats, terres amb matolls, deserts, etc., des d'arran de mar fins a l'alta muntanya. L'aranya trobada a més altitud és un saltícid, i l'observació es va fer en una expedició a l'Everest.

## Morfologia i visió
Són unes aranyes generalment de mida petita o mitjana, amb molt de pèl i presentant una gran varietat de dibuixos i colors. Les podem distingir pel seu patró d'ulls molt característic; són 8 ulls força desiguals i disposats en 3 fileres. En la fila del davant destaquen els dos ulls centrals amb una grandària excepcional. Mirant un dels seus grans ulls podem observar com canvia de color; això succeeix perquè la retina, que és la part més fosca de l'ull, es mou.
Tenen molt bona visió, especialment en aquests dos ulls centrals anteriors que poden crear una imatge centrada a la retina. S'ha observat que poden tenir fins a quatre classes diferents de receptors cel·lulars, amb espectres d'absorció diferents, que els dona la possibilitat de visió de color tetracromàtica, amb discriminació de color i una sensibilitat que arriba fins a la gamma de l'ultravioleta.
Cal destacar l'evolució morfològica que han realitzat algunes espècies aconseguint formes que els fan semblar formigues, escarabats, o pseudoescorpins, i algunes es confonen amb una arrel, un branquilló o un fragment de roca.

## Comportament
Són generalment diürns i uns caçadors molt actius. A les potes tenen un sistema hidràulic ben desenvolupat que actua mitjançant un canvi en la pressió de la sang. Això els permet saltar sense la necessitat de tenir unes potes llargues com una llagosta.
Quan han de saltar lliguen un filament de seda a qualsevol superfície i, si cauen per qualsevol raó, poden pujar una altra vegada pel fil de seguretat. També utilitzen el fil de seda per teixir una mena de tenda on les femelles amaguen els ous per protegir-los o com un refugi en el moment de la muda, moment molt delicat per qualsevol animal.
Un dels comportaments que caracteritzen els saltícids és la seva curiositat, que és una prova més de la seva "intel·ligència", entenent aquest grau d'intel·ligència en el nivell corresponent –parlem d'artròpodes–. Si hom es dirigeix a un saltícid i li acosta lentament la mà podrà observar com dirigeix el cap i els seus gran ulls cap a l'objecte. Aquest comportament que podem titllar de "curiós" ens mostra que l'animal s'interessa per allò que es mou a prop seu.
Són de les poques aranyes que poden fàcilment pujar per un vidre. Això és gràcies a un pèls minúsculs i a uns ganxos que tenen en els seus peus, que els permeten recolzar-se en les imperfeccions existents en els vidres.

## Capacitat de salt i alimentació
Els saltícids capturen la seva presa saltant-hi al damunt des de força lluny, i poden fer un bot des d'un lloc a l'altre amb gran precisió. En un bon salt poden recórrer trenta vegades la seva llargada de cos. I són capaços de realitzar elaborades maniobres al voltant d'obstacles per tal d'arribar a la seva presa i caçar-la.
Tot i ser carnívores, hi ha algunes espècies que inclouen nèctar en la seva dieta. És el cas de la relació d'un tipus de pèsol (Cassia fasciculata) que ofereix el nèctar a l'aranya i aquesta a més d'aprofitar l'aliment de la planta, es menja els possibles insectes que la poden atacar.

## Reproducció
També la visió té un paper molt important en la seva complexa parada nupcial. En l'aparença els mascles són habitualment força diferents a les femelles. Poden tenir pèls amb colors molt vistosos, pèls en forma de ploma, també una mena de serrells a les potes del davant i altres estructures i modificacions que criden molt l'atenció.
Tota aquesta ornamentació és fonamental en el festeig visual en el qual mostren ostentosament les parts pintades o metàl·liques del cos, fent uns curiosos moviments que podem descriure com una mena de dansa ritual. Observant aquest comportament és fàcil fer comparacions amb les parades nupcials de moltes aus.

## Sistemàtica
Segons el World Spider Catalog amb data de 6 de gener de 2018, aquesta família té reconeguts 636 gèneres i 6.108 espècies. El creixement dels darrers anys és important, ja que el 21 de desembre de 2006, es reconeixien 553 gèneres i 5.025 espècies. També, pel que fa a les subfamílies, fins fa poc es reconeixien 18 subfamílies però l'any 2015, Maddison proposà una revisió de la taxonomia basant-se en dades de la filogènia molecular i dades morfològiques; es reconeixen 7 subfamílies:
- Onomastinae Maddison, 2015 – 1 gènere, 12 espècies
- Asemoneinae Maddison, 2015 – 5 gèneres, 38 espècies
- Lyssomaninae Blackwall, 1877 – 2 gènere, 92 espècies
- Spartaeinae Wanless, 1984 – 29 gèneres, 165 espècies
- Eupoinae Maddison, 2015 – tres gèneres, 34 espècies
- Hisponinae Simon, 1901 – 9 gèneres, 53 espècies
- Salticinae Blackwall, 1841 – 538 gèneres, 5379 espècies

### Saltícids als Països Catalans
Algunes de les espècies més freqüents en els països de parla catalana i, per extensió, del sud-oest d'Europa són:
- Aelurillus v-insignitus (Clerck)
- Phlegra fasciata (Hahn)
- Sitticus pubescens (Fabricius)
- Ballus depressus (Walckenaer)
- Dendryphantes rudis (Sundevall)
- Euophrys frontalis (Walckenaer)
- Neon reticulatus (Blackwall)
- Chalcoscirtus infimus (Simon)
- Saitis barbipes (Simon)
- Hasarius adansoni (Savigny et Audouin)
- Carrhotus bicolor (Walckenaer)
- Heliophanus cupreus (Walckenaer)
- Icius subinermis (Simon)
- Menemerus semilimbatus (Hahn)
- Pseudicius encarpatus (Walckenaer)
- Marpissa muscosa (Clerck)
- Myrmarachne formicaria (De Geer)
- Bianor albobimaculatus (Lucas)
- Mogrus frontosus (Simon)
- Neaetha membrosa (Simon)
- Pellenes tripunctatus (Walckenaer)
- Evarcha arcuata (Clerck)
- Philaeus chrysops (Poda)
- Telamonia cristata (Clerck)
- Salticus scenicus (Clerck)
- Salticus zebraneus (C.L.Koch)
- Cyrba algerina (Lucas)
- Leptorchestes berolinensis (C.L.Koch)
- Synageles venator (Lucas)

## Galeria dìmatges
- Salticus scenicus caçant una mosca
- Marpissa muscosa
- Salticus scenicus